# Eurocature

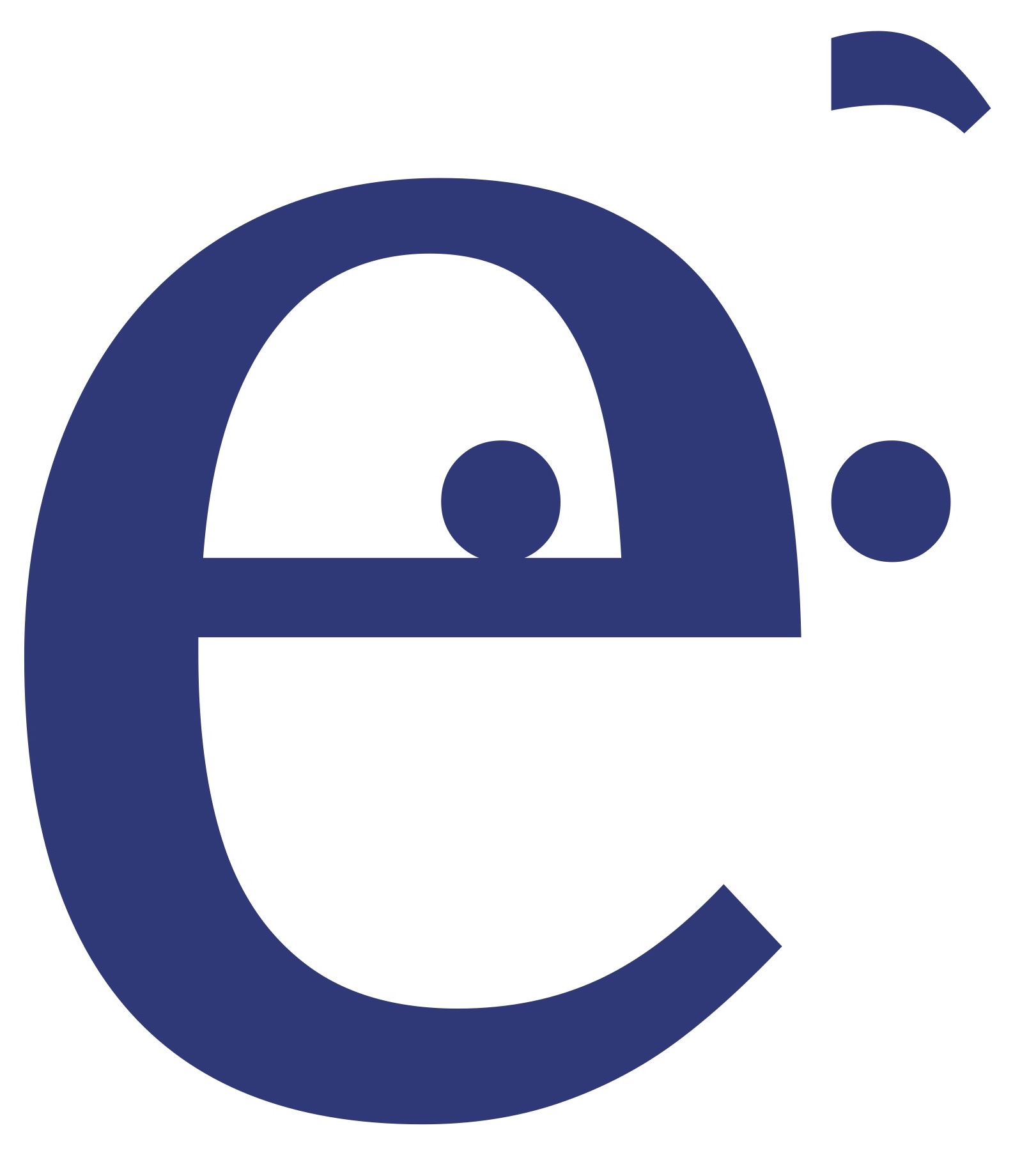
Logo

Die Eurocature (erstmals unter dem Namen Eurocon) ist ein internationales Festival, das sich der Kunst der Karikatur widmet und jährlich in Wien stattfindet. Neben Gastrednern, Workshops, Museumsbesuchen und einem Wettbewerb mit anschließender Preisverleihung, geht es vor allem um Austausch zwischen den Künstlern. Die Werke, die während der Eurocature entstehen, werden in Form einer Ausstellung der Öffentlichkeit präsentiert.

## Geschichte
Die erste Eurocature fand 2013 unter dem Namen Eurocon erstmals in Wien statt. Die Begründer des Karikaturfestivals sind die Karikaturisten Bernd Ertl, Gerald Koller, Ralf Ricker und Xi Ding. Seit 2014 heißt das Festival Eurocature. Internationale Karikaturisten wie Sebastian Krüger, Jan Op De Beeck, Jason Seiler, Thierry Coquelet oder Tom Richmond waren Gastredner.